# Izraelske obrambene snage
Izraelske obrambene snage (heb.: צבא ההגנה לישראל Ts'va Ha-Ha'ganah Le-Yisrael, Vojska za obranu Izraela) je naziv za oružane snage Izraela. Izraelske obrambene snage su poznate po hebrejskoj skraćenici Tzahal ili Cahal (hebrejski: צה"ל) ili po engleskom nazivu Israel Defense Forces (IDF). Izraelske obrambene snage se sastoje od Izraelske vojske, Izraelskih zračnih snaga i Izraelske ratne mornarice. Zapovjednik Tzahala je Načelnik Glavnog stožera ili Ramatkal koji je podređen ministru obrane. General pukovnik (Rav Aluf) Aviv Kochavi je načelnik Glavnog stožera od 2019. godine. 
Tzahal ima 169 500 aktivnih pripadnika i 465 000 pričuvnih pripadnika. Proračun za 2018. godinu je iznosio 18.5 milijardi dolara ili 122 milijarde kuna. 

## Povijest
Vrijeme osnivanja izraelske vojske poklapa se s vremenom osnivanja države, godinom 1948., a preteču današnjih obrambenih snaga valja tražiti u postrojbama poznatim pod nazivom Haganah, osobito u operativnoj grani Palmach. Pritom se ne smiju zaboraviti neke postrojbe Židovske brigade koje su se tijekom II. svjetskog rata borile pod britanskom zastavom.
Izraelske obrambene snage su osnovane 26. svibnja 1948. godine naredbom ministra obrane Davida Ben-Guriona kao oružane snage Države Izrael sastavljene od ročnika na obvezatnom vojnom roku iz paravojne skupine Haganah, u koju su uklopljene manje paravojne skupine Irgun i Lehi. Izraelske obrambene snage ili Tzahal (izgovor Cahal) su od tada branile postojanje i sigurnost Izraela kao države u mnogim ratovima i sukobima.
Tzahal je od osnivanja sudjelovao u svim izraelskim ratovima: Izraelskom ratu za neovisnost 1948. godine, tkz. Operacijama odmazde od 1951. do 1956. godine, Sinajskom ratu 1956. godine, Ratu za vodu od 1964. do 1967. godine, Šestodnevnom ratu 1967. godine i Ratu iscrpljivanja od 1967. do 1970. godine, Bitka kod Karameha 1968. godine, Operacija Proljeće mladih 1973. godine, Jomkipurskom ratu 1973. godine, Operacija Entebbe 1976. godine, Operacija Litani 1978. godine, Operaciji opera 1981. godine, Libanonskom ratu 1982. godine, Sukobu u Južnom Libanonu od 1982. do 2000. godine, Prvaoj intifadi od 1987. do 1993. godine, Drugoj intifadi od 2000. do 2005., Operacija Obrambeni štit 2002. godine, Libanonskom ratu 2006. godine, Operaciji Orchard 2007. godine, Operaciji Lijevano olovo 2008. do 2009. godine, Operaciji stup od oblaka od 2008. do 2009. godine i Operaciji Čvrsta stijena 2014. godine.
Prema GlobalSecurity.org, broj ratova i graničnih sukoba u kojima je Tzahal bio uključen u njegovoj kratkoj povijesti čini ga jednim od borbeno najobučenijih oružanih snaga u svijetu. 
Dok je izvorno Tzahal ratovao na tri bojišta - protiv Libanona i Sirije na sjeveru, Jordana i Iraka na istoku i Egipta na jugu - nakon egipatsko-izraelskog mirovnog sporazuma iz 1979. godine, koncentrirao je svoje aktivnosti u južnom Libanonu i na Palestinskim teritorijima, uključujući Prvu i Drugu intifadu.
Izraelske snage obrane donekle su jedinstvene s obavezom obveznog vojnog roka za žene i ustrojem koji naglašava bliske odnose između vojske, mornarice i zrakoplovstva. Tzahal je jedna od najvažnijih institucija izraelskog društva, koja utječe na gospodarstvo, kulturu i političku scenu zemlje. Godine 1965. Izraelske obrambene snage dobile su nagradu Izrael za svoj doprinos obrazovanju. 
Izraelske obrambene snage se koriste nizom tehnoloških izuma razvijenih u Izraelu, od kojih su mnoge napravljene kako bi odgovarale specifičnim potrebama Tzahala kao što su glavni borbeni tenk Merkava, oklopni transporter Achzarit, proturaketni obrambeni sustav Iron Dome, sustav aktivne zaštite za borbena vozila Trophy, jurišne puške Galil i Tavor. Mini strojnica Uzi je izumljena u Izraelu u aktivnoj službi od 1954. do prosinca 2003. godine.
Od 1948. do 1967. godine Izrael je imao blisku vojnu suradnju s Francuskom, a od 1967. godine Tzahal ima bliske vojne odnose sa Sjedinjenim Američkim Državama, uključujući razvojnu suradnju, kao što je lovac bombarder F-15I, THEL laserski obrambeni sustav i raketni obrambeni sustav Arrow. Amerika godišnje daje 3.1 milijardu dolara za proračun Izraleskih obrambenih snaga.
Vjeruje se da su Izraelske obrambene snage od 1967. godine imale operativnu sposobnost nuklearnog naoružanja, vjerojatno posjedujući između 80 i 400 nuklearnih bojnih glava, sa sustavima isporuke koji tvore tkz. nuklearnu trijadu: Raketama koje se lansiraju s borbenih lovaca iz zraka, interkontinentalnim balističkim raketama Jerihon III s kopna i krstarećim projektilima lansiranim iz podmornica iz mora.
Izrael je jedna od nekoliko država na svijetu koja ima sustav proturaketne obrane koja se sastoji od višeslojne proturaketne obrane, sustava Strijela (Arrow), Željezna kupola (Iron Dome), Željezna zraka (Iron Beam), Davidova pračka (David's Sling) i raketa Barak 8.
Izrael je jedan od predvodnika razvoja bespilotnih letjelica u svijetu.
Izraelska vojska se naziva Kopnene snage i ima preko 133 000 aktivnih i 380 000 pričuvnih pripadnika, 2760 tenkova Merkava, preko 6500 oklopnih transportera, preko 600 samovoznih haubica.
Izraelsko ratno zrakoplovstvo se smatra za jedno od najboljih, najobučenijih i najviše tehnološko naprednih na svijetu. Ujedno je jedno od najvećih ratnih zrakoplovstava s 34 000 aktivnih pripadnika i 684 letjelica od čega preko 320 borbenih lovaca F-15, F-16 i F-35.
Izraelska ratna mornarica ima 9 500 pripadnika, 3 korevete, 8 raketnih topovnjača, 5 podmornica klase Dupin i 45 ophodnih brodova.

## Ustroj
- Regionalna zapovjedništva:
  - Sjeverno zapovjedništvo
  - Središnje zapovjedništvo
  - Južno zapovjedništvo
  - Zapovjedništvo domaćih snaga

- Grane:
  - Kopnene snage
    - Pješački zbor
      - 1. golanska brigada
      - 35. padobranska brigada
      - 84. Nahal brigada
      - 89. komando brigada
      - 900. Kfir brigada
      - 933. Givati brigada

    - Oklopni zbor
      - 7. oklopna brigada Sa'ar me-Golan (Oluja s Golana)
      - 188. oklopna brigada Barak (Grom)
      - 401. oklopna brigada Ikvot HaBarzel (Čelični tragovi)
      - 460. oklopna brigada Bnei Or (Sinovi svijetla)

    - Topnički zbor
    - Borbeni inženjerijski zbor
    - Zbor za borbeno prikupljanje obavijesti

  - Zračne i svemirske snage 
    - Izraelsko ratno zrakoplovstvo
      - Izraelska protuzračna obrana

  - Morske snage
    - Izraelska ratna mornarica
- Administrativne grane
  - Glavni stožer
    - Uprava za planiranje
    - Uprava za operacije
    - Uprava za obavještajno djelovanje
    - Uprava za personalne poslove
    - Uprava za računalne usluge
    - Uprava za tehnologiju i logistiku
    - Dubinski zbor
    - Vojni sudovi
- Vojne akademije
  - Taktičko zapovjedno učilište
  - Zapovjedno stožerno učilište
  - Nacinalno sigurnosno učilište

## Proračun
Izraelski proračun za obranu iznosi 18.5 milijarde dolara u 2018. godini uključujući 3.1 milijardu dolara iz programa Strane vojne pomoći Sjedinjenih Američkih Država. Proračun za obranu iznosi 5,1% izraelskog BDP-a.
Prema izraelskom ministarstvu obrane Tzahal je u 2019. godini dobio 55,3 milijarde izraelskih šekela ili 15,4 milijarde američkih dolara bez američke vojne pomoći.
Personalni troškovi čine dvije trećine proračuna za obranu, 35 do 39 milijardi izraelskih šekela, između 9.8 i 11 milijardi američkih dolara, ne uključujući američku pomoć.
Američka pomoć iznosi oko 20 posto ukupnog proračuna za obranu i gotovo cijeli proračun za nabavu.
Prema izraelskom listu Haaretz: "Do danas je Izrael primio oko 125 milijardi američkih dolara američke pomoći, što je nezamisliva suma, više nego bilo koja druga zemlja nakon Drugog svjetskog rata, a koja će se do kraja nove desetogodišnje pomoći dodatno povećati na 165 milijardi dolara. Američka pomoć čini oko 3 posto ukupnog izraelskog državnog proračuna i oko 1 posto BDP-a.

## Poveznice
- Izraelske sigurnosne snage
- Izraelske specijalne snage
- Činovi izraelske vojske
- Sayeret Matkal
- Aman (IDF)

## Vanjske poveznice
|  | Zajednički poslužitelj ima još gradiva o temi Izraelske obrambene snage |